# متحف العقاد
متحف العقاد هو متحف يقع في وسط مدينة خان يونس جنوب قطاع غزة، تم انشاؤه كأول متحف فردي بجهود شخصية. ضم المتحف حوالي 2800 قطعة أثرية من عصور ما قبل التاريخ إلى العصر الحديث. تعرض المتحف لانتهاكات وسرقة من قبل الاحتلال الإسرائيلي في الحروب التي شنت على غزة سابقاً، وخلال الحرب الفلسطينية الاسرائيلية 2023 يواجه المتحف مخاطر في تعرضه للقصف أو سرقة محتوياته حيث أن معظم محتوياته تأثرت بالقصف والإنفجارات المجاورة.

## التأسيس
تأسس المتحف قبل حوالي أربعين عام على مساحة 40 متر، من قبل الباحث وليد العقاد الذي حصل على تكريم خاص من جامعة الدول العربية، ونال قلادة مؤسسة الأمير محمد بن فهد العالمية لأفضل الأعمال في العالم العربي لما يمثله المتحف من بُعد حضاري وثقافي وتاريخي لفلسطين والوطن العربي. ، حيث قام بتحويل مساحة منزله وما يحيط به إلى متحف وطني يضم قطع أثرية ومقتنيات قديمة ونادرة كان قد حرص على جمعها سابقاً. تأسس المتحف في فترة سيطرة الاحتلال الصهيوني على قطاع غزة، ولكن العقاد أبقى أمر المتحف سراً حتى خروج الاحتلال من غزة ودخول السلطة الفلسطينية. كان العقاد في بعض الأحيان يقوم بشراء القطع الأثرية حيث تراوحت أسعار القطع التي اشتراها ما بين 100 إلى 700 دولار، فيما توقف عن التنقيب لوجود جهات مسؤولة عن المناطق الأثرية. يطمح العقاد إلى إنشاء مبنى جديد للمتحف ليتمكن من عرض كل ما لديه من أثار ومقتنيات قديمة، إلا أن الحصار الإسرائيلي ساهم في تعطيل هذا المشروع لعدم توفر المواد اللازمة للبناء.

## المقتنيات والأقسام
يحتوي المتحف على مجموعة كبيرة من القطع الأثرية والتاريخية والتي يعود تاريخ بعضها إلى أكثر من 4000 سنة، توثق تاريخ 5 حضارات مرت على غزة من العصر البرونزي إلى الخلافة الإسلامية وانتهاءً بسنوات الحكم العثماني والبريطاني في القرن العشرين، من بينها رأس تمثال عمره أكثر من 4500 عام يعود للفترة الكنعانية، إضافة إلى قطع أثرية أخرى تعود للعصر اليوناني كالأعمدة، ومقتنيات لكنائس بيزنطية، وأعمدة وتيجان لقصر الملكة هيلانا، ومن القطع المميزة في المتحف بلاطة قديمة تعود لقبر إسلامي في الفترة المملوكية، نقش عليها (بسم الله الرحمن الرحيم) نعى فيها معلم الملك الظاهر بيبرس الأمير جمال الدين الشنقير، يتوافد إلى المتحف عدداً من الباحثين والعلماء من بينهم العالم الفرنسي جون بانتست.
يضم المتحف ثلاثة أقسام قسم للآثار وقسم للزواحف والطيور المحنطة التي عاشت في فلسطين وقسم للتراث، الأول يختص بالآثار الرومانية والبيزنطية التي تعود إلى ما قبل الميلاد ويحتوي على أعمدة من الرخام استخدمت في بناء القصور التي تعود إلى العصر البيزنطي، إضافة إلى ركن خاص بالنقود والعملات القديمة في العصور الأموية والعباسية،. القسم الثاني يحتوي ركن خاص بالثورة الفلسطينية، وضم مختلف أنواع الأسحلة التي استخدمها الفلسطينيون في الحروب الفلسطينية والعربية في مختلف مراحل نضالهم، وفي القسم ذاته يوجد ركن يحتوي على الملابس الفلسطينية التقليدية، وأدوات زراعية، وأدوات موسيقية كالأرغول والربابة والشبابه. القسم الثالث ضم عددا من الزواحف المحنطة كالكوبرا والتمساح وبعض الطيور والأسماك التي تشتهر بها فلسطين.